# Вулиця Листова
Вулиця Листова — вулиця у Залізничному районі міста Львова, у місцевості Скнилівок. Вулиця розділена на дві частини висотною забудовою вулиці Кульпарківської (будинки № 130, 130а, 130б): одна частина сполучає вулиці Кульпарківську та Ранкову, інша — вулиці Хоробрих та Садову.

## Історія
Вулиця виникла на початку XX століття у складі передміського селища Скнилівок. Після входження селища до меж міста у 1930 році, вулиці колишнього села були перейменовані або ж новоутвореним вулицям надавалися певні назви. Так, у листопаді 1938 року, ухвалою Львівської міської ради, отримала назву вулиця Гайдера, на честь польського гімназиста, одного з львівських «орлят», учасника українсько-польської війни 1918-1919 років, кавалера ордена Virtuti Militari Романа Емануеля Гайдера (1902—1919). Під час німецької окупації, у 1943—1944 роках, мала назву Нагірнийгассе, на честь українського архітектора Василя Нагірного. У липні 1944 року повернена передвоєнна назва — вулиця Гайдера. Сучасна назва вулиці Листова походить від 1950 року.

## Забудова
Забудова вулиці Листової — одноповерховий конструктивізм 1930-х та 1950-х років.